# 分子與細胞蛋白質組學期刊
分子與細胞蛋白質組學期刊(Molecular & Cellular Proteomics)是一份由美國生物化學與分子生物學協會(American Society for Biochemistry and Molecular Biology)出版於2002年的同行評審之單月科学期刊。 它涵蓋了對蛋白質結構及其功能特性的研究，特別是關於蛋白質的發展。

## 內容與歷史
該期刊還出版其他的內容，比如"HUPO的意見"(HUPO views)，這些文章來自於人類蛋白質組組織(HUPO)、HUPO會議以及"國際質譜研討會生命科學組"(International Symposium On Mass Spectrometry In The Life Sciences)等所發表的論文。
截至2010年1月，該期刊僅在網上出版且不再提供印刷版。總編輯是"阿拉瑪·L.·蒲安臣"(Alma L. Burlingame)及"拉爾夫·A.·布拉德肖"(Ralph A. Bradshaw)。所有文章出版後都可以免費提供1年。文章在接受後都可以在其網站上立即免費獲得。

## 文摘和索引
該期刊的文摘和索引收錄在MEDLINE、PubMed、医学索引、科学引文索引、當前目錄(Current Contents) - 生命科學列表(List of life sciences) 、Scopus、BIOSIS、科學網絡(Web of Science)，以及化学文摘社等資料庫。

## 外部連結
- 官方网站